# Ulica Mysia w Warszawie
Ulica Mysia – ulica w dzielnicy Śródmieście w Warszawie.

## Opis
Ulica jest dawną drogą narolną. W XVIII wieku była to mała i wąska uliczka, stąd została nazwana Myszą. Obecna nazwa jest stosowana od 1790.
W 1824 wylot ulicy został zabudowany kamienicami. Ulica została wytyczona ponownie, znacznie szersza, po zakończeniu II wojny światowej.
W okresie PRL ulica Mysia stała się znana z powodu znajdującej się przy niej siedziby centralnego urzędu cenzury – Głównego Urzędu Kontroli Prasy, Publikacji i Widowisk. Siedziba Urzędu mieściła się w nieistniejącym budynku pod adresem Mysia 3 i Bracka 6/8 (według innych źródeł nr 5) wzniesionym w latach 1947–1950 w stylu realizmu socjalistycznego według projektu Marcina Weinfelda. Północną pierzeję ulicy wypełnił wzniesiony w 1955–1956 pod nr 2 budynek dobudowany do gmachu Banku Gospodarstwa Krajowego z przeznaczeniem dla Ministerstwa Energetyki.
W latach 2001–2003 w miejscu zburzonego gmachu cenzury wzniesiono biurowiec Liberty Corner (nr 5), którego nazwa żartobliwie nawiązuje do działalności urzędu mieszczącego się w zburzonym budynku.
W maju 2012 terenowi po obu stronach ulicy nadano nazwę skwer Wolnego Słowa. W czerwcu 2014 na skwerze odsłonięto Memoriał Wolnego Słowa.

## Ważniejsze obiekty
- Gmach Banku Gospodarstwa Krajowego
- Memoriał Wolnego Słowa
- Ambasada Irlandii
- Kamienica Efrosa